# 置始菟
置始 菟（おきそめ の うさぎ）は、飛鳥時代の人物。姓は連。冠位は贈小錦上。
672年の壬申の乱では大海人皇子（天武天皇）側について大和方面への増援軍の指揮官の一人になり、騎兵を率い二度にわたって味方の危機を救った。

## 経歴

### 壬申の乱での活躍
壬申の年（672年）の6月下旬に挙兵した大海人皇子は、まず美濃国に入って東国の兵を集めた。倭（大和国）では6月29日に大伴吹負が呼応して兵をあげたが、北と西から近江朝廷の軍に脅かされて劣勢だった。大海人皇子は7月2日に数万の兵を伊勢国経由で倭に向かわせた。その指揮官が、紀阿閉麻呂、多品治、三輪子首と、置始菟であった。
行軍中の7月9日、紀阿閉麻呂らは及楽山（奈良）で大伴吹負が敗れたことを知り、置始菟に騎兵一千をもって急行させた。この部隊は4日に墨坂（現在の奈良県北東部）で敗走する吹負に出会い、金綱井で敗兵を収容した。『日本書紀』の以上の記述は日付が明らかに矛盾している。行程からすると9日には増援軍の本隊が到着しておかしくないので、9日の派遣を誤りとする説が有力である。4日到着ならば、2日の出発と同時か出発後すぐに騎兵が分派したことになる。
合流後、置始菟は吹負の指揮下に入った。大伴吹負はこの後西方から来た壱伎韓国の軍と当麻で戦ったが、置始菟の参加の有無は不明である。さらに後、北の犬養五十君の軍との対戦で、置始菟は三輪高市麻呂と共に右翼の上道にあった。この戦いでは大伴吹負の率いる中軍が廬井鯨の部隊の攻撃で苦境に陥った。置始菟らは箸陵（箸墓古墳）で自隊の正面の敵を撃破してから鯨の部隊の背後を断ち、敵を敗走させた。これより後、近江朝廷の軍が来襲することはなかった。
7月22日に大伴吹負を除く別将は北進して山前に至り、川の南に駐屯した。これは近江国の瀬田で近江朝廷の軍が大敗した日にあたり、翌日に大友皇子（弘文天皇）が自殺して内戦は終わった。

### 功臣のその後
戦後の置始菟の処遇や活動については『日本書紀』に記載がない。天武天皇元年（672年）12月4日に壬申の乱での勲功者の冠位が進められ、小山以上の位が与えられた。置始菟もこれ以上の冠位を授かったと思われる。
死後、置始連宇佐伎が小錦上の位を授かったことが、『続日本紀』霊亀2年（716年）4月の記事から知られる。この冠位が廃止された天武天皇14年（685年）1月21日以前に死んだと推測できる。

## 系譜
- - 男子：置始虫万呂[2]